# The Bee-Deviled Bruin
The Bee-Deviled Bruin (1949) est un cartoon américain réalisé par Chuck Jones et mettant en scène les 3 ours.

## Synopsis
Lors d'un goûter, Junyer vide un pot de miel entier et se fait corriger par son père. Ma tente de dire quelque chose mais se fait interrompre par Henry. Après avoir fait chuter son père depuis une échelle télescopique, Junyer, en voulant faire la courte échelle, enfonce son père dans la terre avant de l'envoyer passer à travers la maison des 3 ours. Henry tente de propulser Junyer grâce au système du levier, mais le poids de Junyer le fait rebondir sans cesse sur une branche. La famille Bear finit par récupérer du miel, mais Henry s'aperçoit, en se servant un sandwich, que Junyer a capturé les abeilles. Il offre son sandwich a Junyer avant de le frapper. Ce dernier le frappe avec une pelle lorsque, après l'avoir monté près de la ruche, une abeille se pose sur le nez d'Henry et que le papa ours l'aie endormi en chantant une berceuse. Les 2 ours décident d'accéder à la ruche par un fil électrique après que Junyer, par son poids, ait fait descendre le fil. C'est au tour d'Henry, mais son fils actionne malencontreusement l'alimentation (20 000 volts) du fil. Henry, en voulant essayer seul, finit la tête couverte de piqures puis de pansements avant de s'apercevoir qu'il restait un stock abondant de miel, ce que Ma voulait dire au début du cartoon. Henry, couvert de miel, rechante une berceuse lorsqu'une autre abeille se pose sur son nez avant de se faire frapper à nouveau par Junyer.